# Christophe Laporte
Christophe Laporte (La Seyne-sur-Mer, 11 de dezembro de 1992) é um ciclista francês. Profissional desde 2014, é membro da equipa Cofidis, Solutions Crédits.

## Palmarés
- 2015
  - Tour de Vendée

- 2017
  - Tour de Vendée

- 2018
  - 1 etapa da Estrela de Bessèges
  - 2 etapas do Tour La Provence
  - Tro Bro Leon[1]
  - 1 etapa da Volta à Bélgica
  - 1 etapa do Volta ao Luxemburgo

- 2019
  - Estrela de Bessèges, mais 2 etapas
  - 2 etapas do Volta ao Luxemburgo
  - Tour Poitou-Charentes em Nova Aquitania, mais 3 etapas

- 2021
  - 1 etapa da Estrela de Bessèges
  - Circuito da Valônia
  - 1 etapa do Tour de Limusino
  - Grande Prêmio de Valônia

## Resultados em Grandes Voltas e Campeonatos do Mundo
Durante sua corrida desportiva tem conseguido os seguintes postos nas Grandes Voltas e nos Campeonatos do Mundo:
| Corrida            | Corrida            | 2014 | 2015  | 2016  | 2017  | 2018  | 2019 | 2020  | 2021 |
| ------------------ | ------------------ | ---- | ----- | ----- | ----- | ----- | ---- | ----- | ---- |
|                    | Giro d'Italia      | —    | —     | —     | —     | —     | —    | —     | —    |
|                    | Tour de France     | —    | 127.º | 157.º | 133.º | 124.º | Ab.  | 107.º | 91.º |
|                    | Volta a Espanha    | —    | —     | —     | —     | —     | —    | —     | —    |
| Mundial em Estrada | Mundial em Estrada | —    | —     | Ab.   | —     | —     | Ab.  | —     | Ab.  |

—: não participa

Ab.: abandono